# Phalascusa braueri
Phalascusa braueri är en insektsart som beskrevs av Van der Weele 1909. Phalascusa braueri ingår i släktet Phalascusa och familjen fjärilsländor. Inga underarter finns listade i Catalogue of Life.